# Usine de tracteurs de Tcheliabinsk

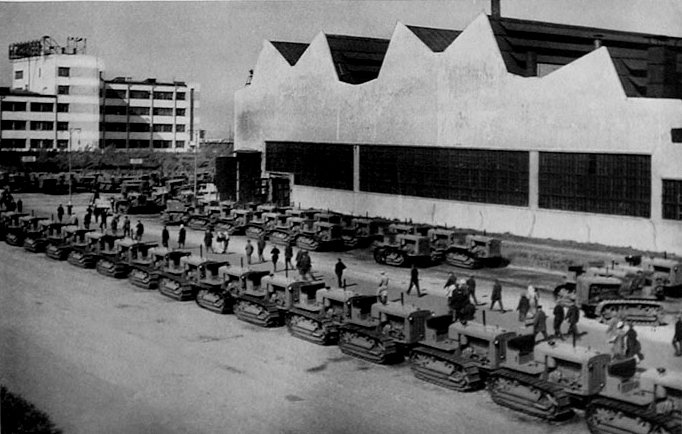
L'usine TchTZ, dans les années 1930.

L'usine de tracteurs de Tcheliabinsk (en russe : Челябинский тракторный завод, Tcheliabinski traktorny zavod) est une importante usine située à Tcheliabinsk, en Russie. Elle est créée le 1er juin 1933. Son siège donne sur la perspective Lénine dans le raïon Traktorozavodski.

## Histoire

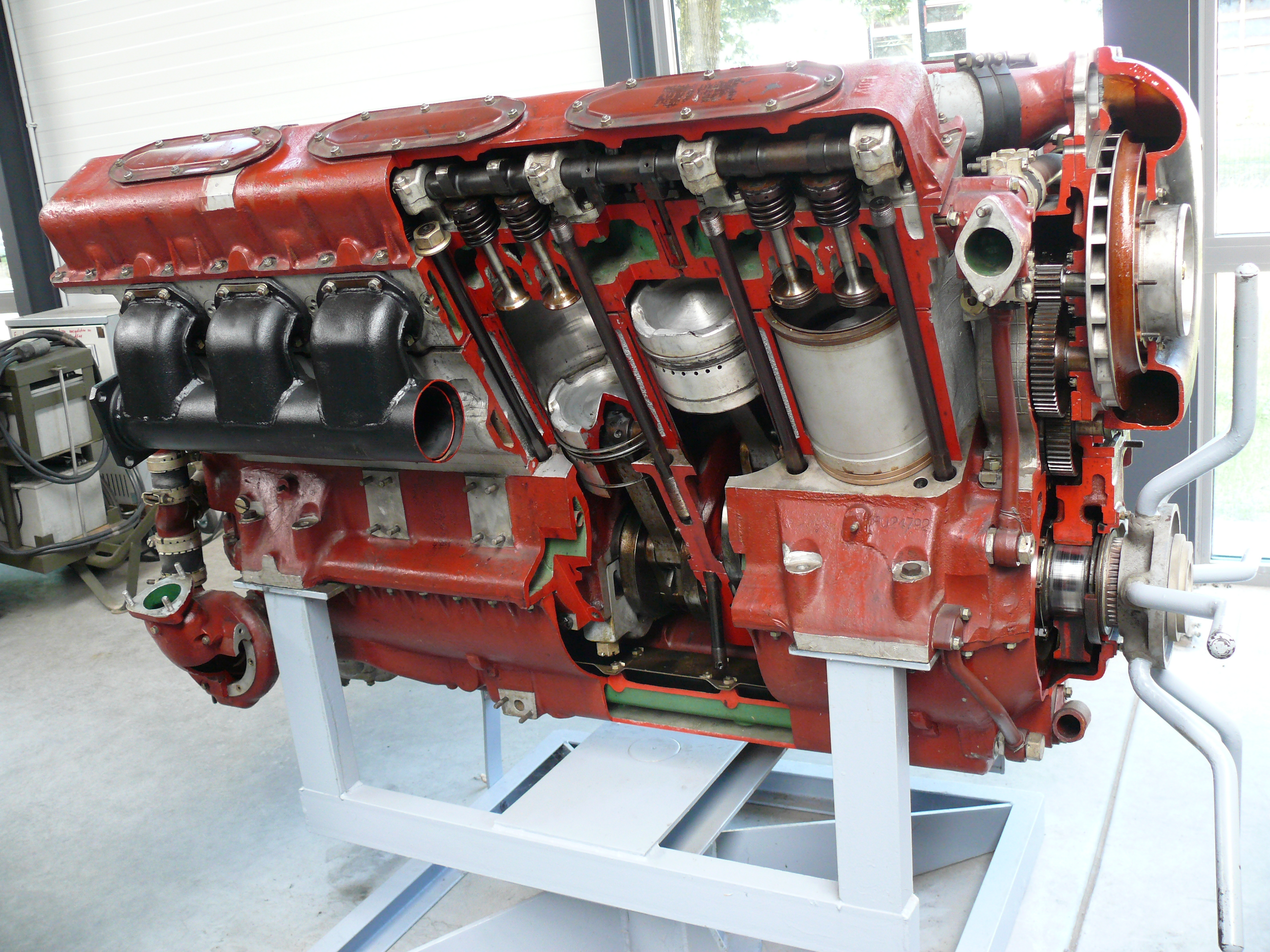
Le moteur Tcheliabinsk V-46-6 présent sur le T-72A, le T-72M et T-72M1.

Outre des engins agricoles, elle a fourni moteurs pour une longue série de véhicules militaires soviétiques puis russes dont les chars de combat T-54, T-55, T-72 et T-14 Armata.

## Décoration
- Elle est décorée de l'ordre de Koutouzov en 1945.

## Galerie de fabrication

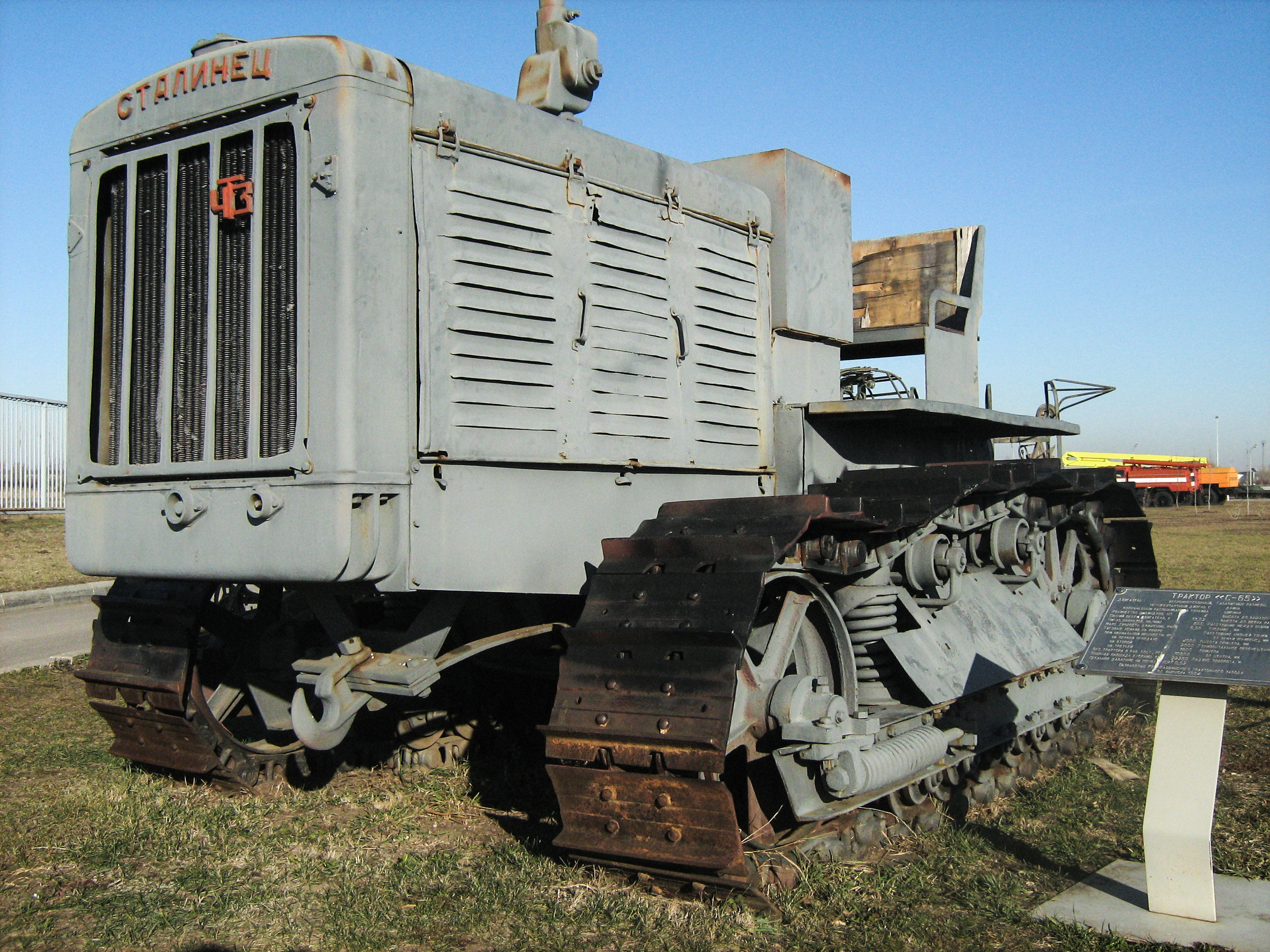
Tracteur S-65
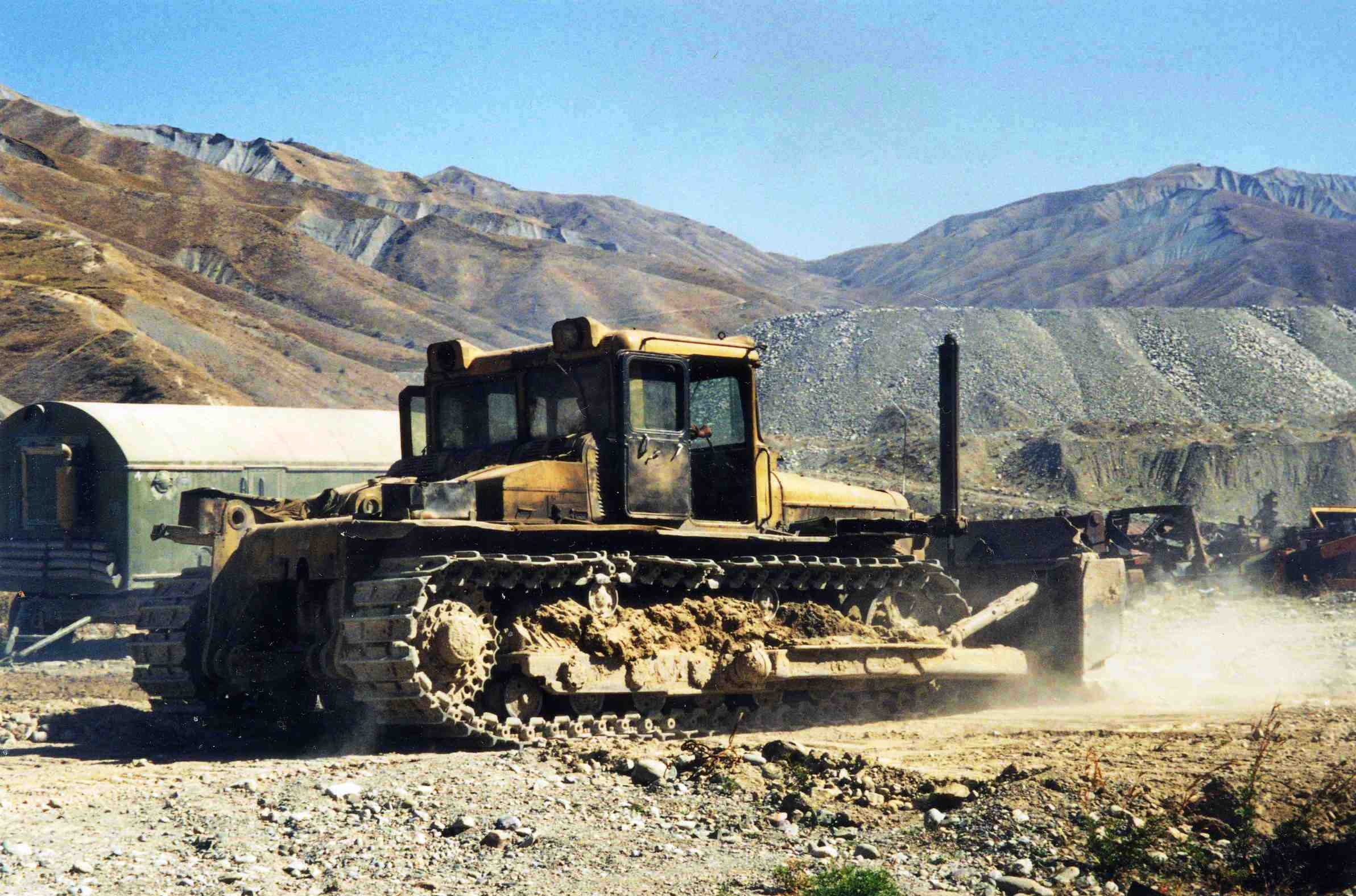
Bulldozeur DET-250
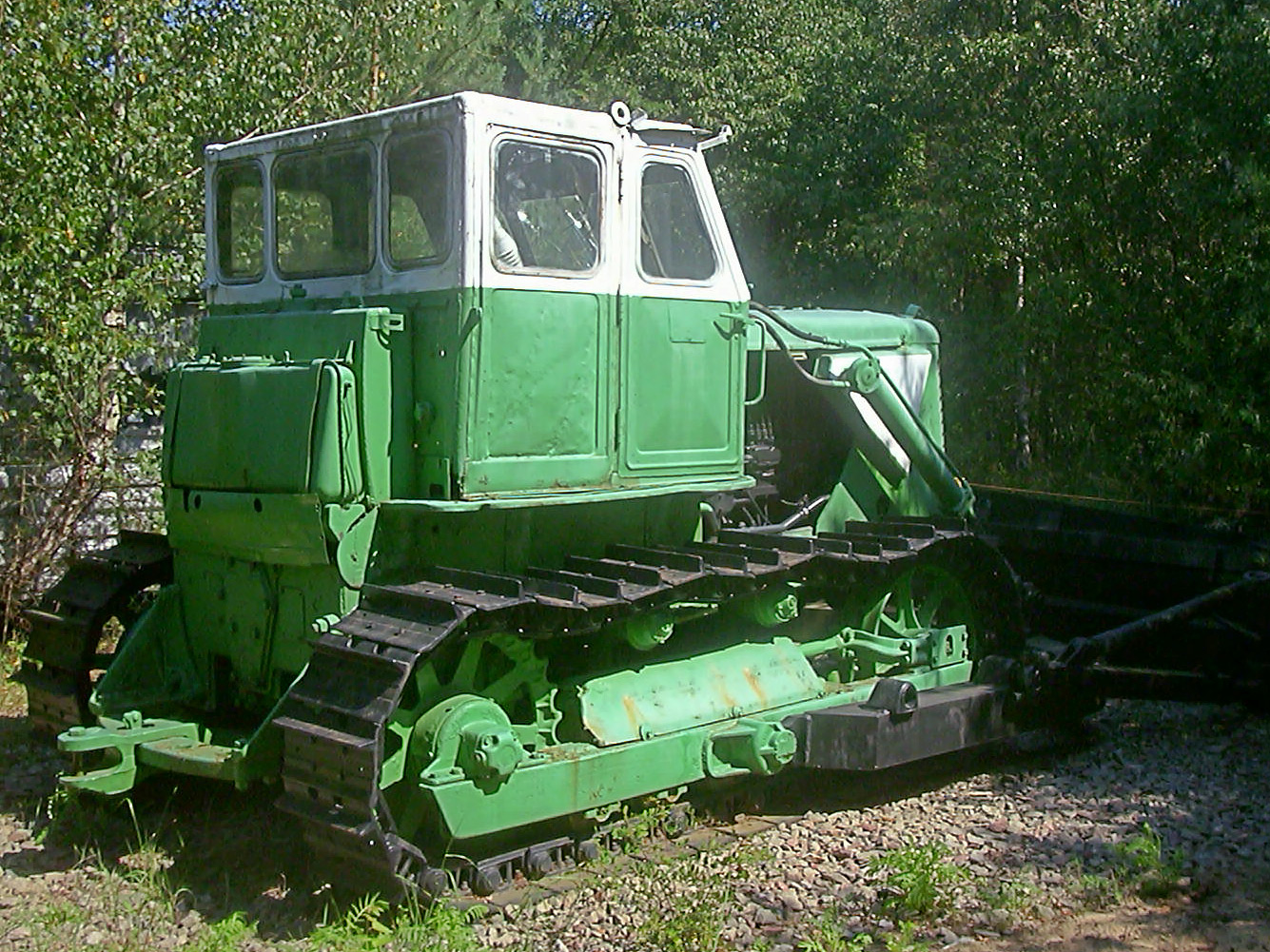
Tracteur T-100MGP
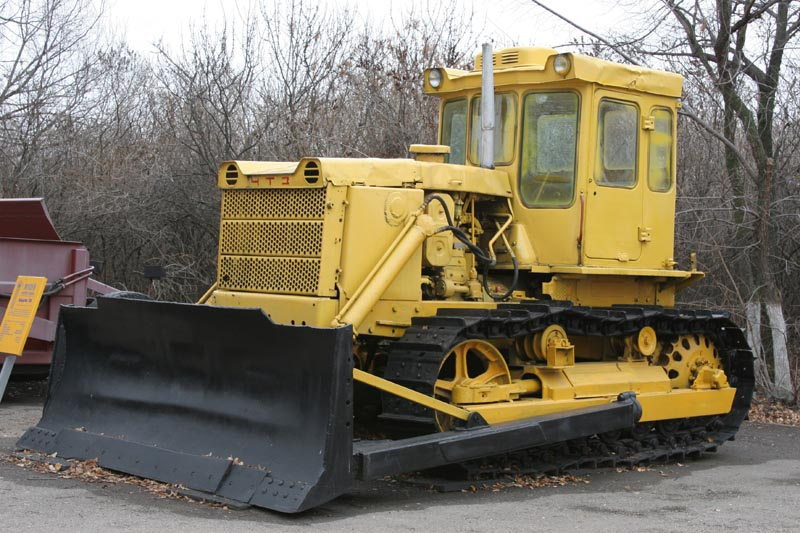
Tracteur T-130